# Японский Красный Крест
Япо́нский Кра́сный Крест (яп. 日本赤十字社 Нихон сэкидзю:дзи-ся) — благотворительная организация, японское подразделение Международного движения Красного Креста. Японский Красный Крест занимается медициной катастроф, оказывая помощь при стихийных бедствиях, в особенности при часто случающихся в Японии землетрясениях, таких как Великое землетрясение Канто (1923), Хансинское (1995), Сэндайское (2011).
Красный Крест имеет в своём распоряжении около сотни больниц и национальный банк крови, а также занимается обучением медсестёр.
У Японского Красного Креста имеются собственные награды — Орден Заслуг и медали членов, вручающиеся за многолетнюю и плодотворную деятельность на благо организации.

## История

### Создание

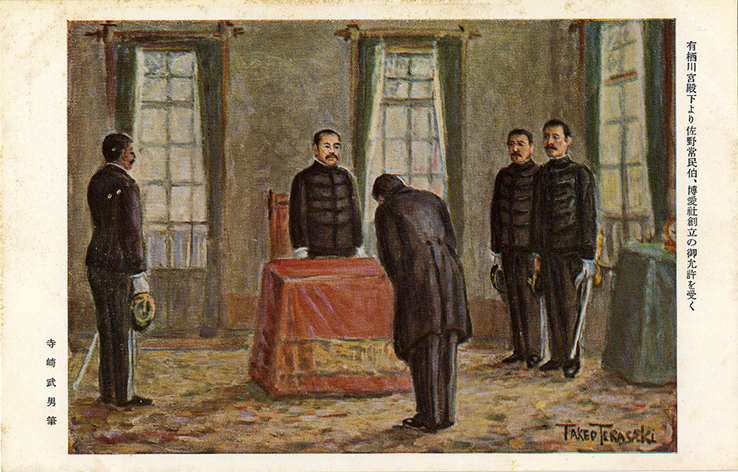
Сано Цунэтами получает разрешение на открытие «Благотворительного общества» от принца Арисугавы Тарухито. Почтовая открытка

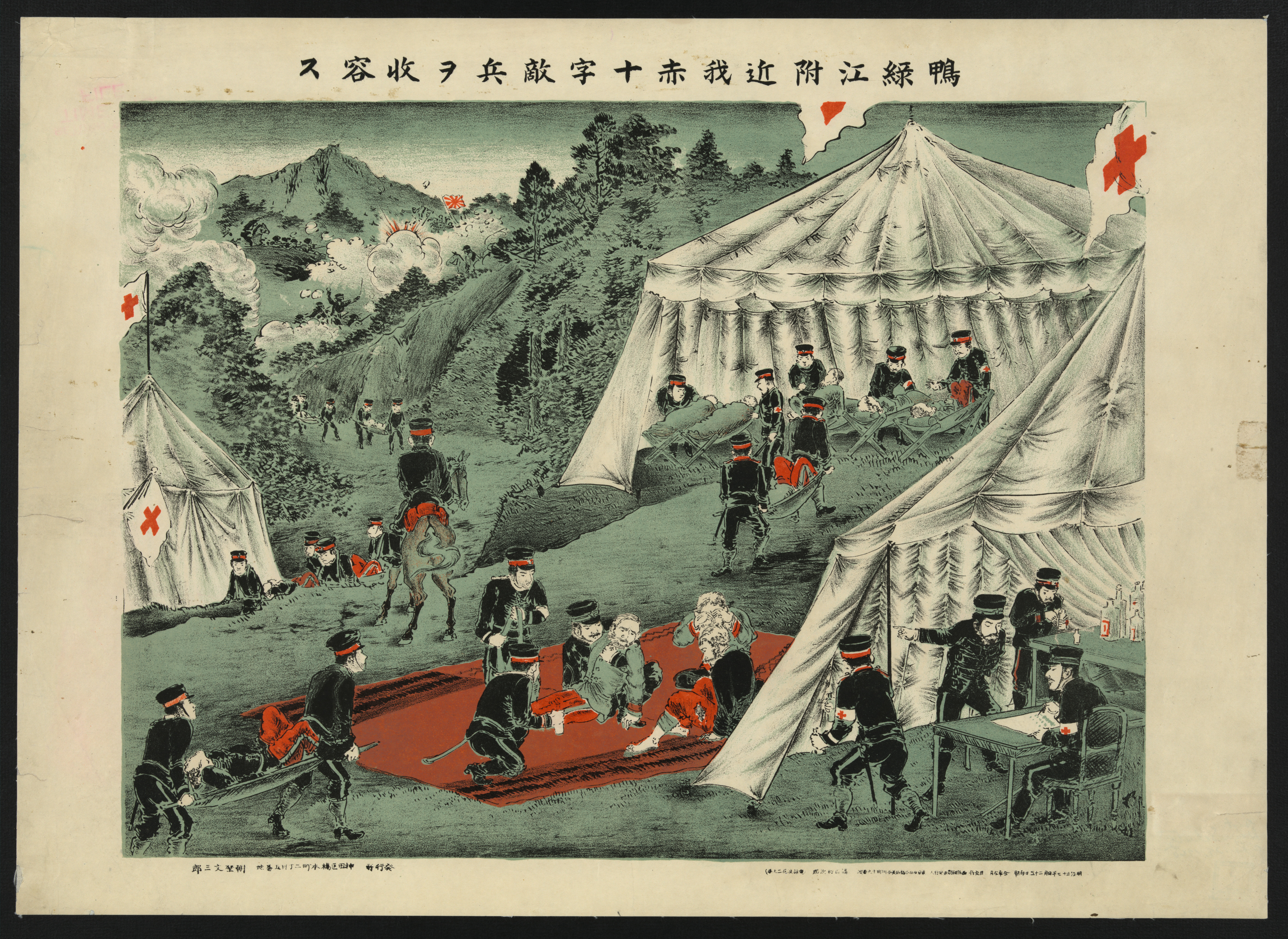
Палатки Красного Креста и японский медперсонал, лечащий японских и русских раненых после боя на реке Ялу. Цветная литография, 1904

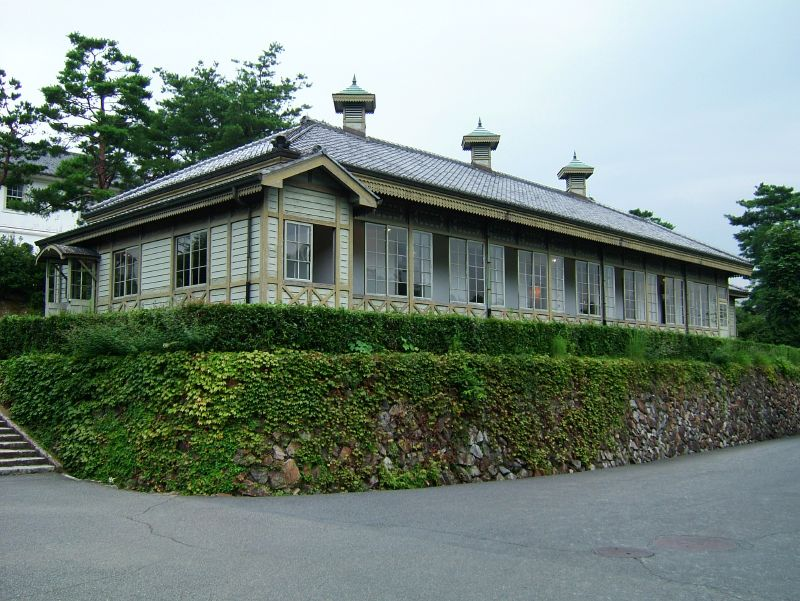
Токийский госпиталь Красного Креста, открытый в 1890 году. Воссоздан в архитектурном музее Мэйдзи-мура в городе Инуяма

История японского Красного Креста началась в 1877 году с основания двумя членами японского парламента, Сано Цунэтами и Огю Юдзуру, «Благотворительного общества» (яп. 博愛社 Хакуай-ся) для заботы о раненых при восстании Сайго Такамори.
«Благотворительное общество» было создано по образцу французского Красного Креста: Сано в 1867 году посещал Париж, где и позаимствовал идею о медицинской благотворительности.
Правительство вначале отклонило запрос о создании подобного общества, частично из-за того, что одним из пунктов его устава значилась помощь и солдатам правительственных войск, и повстанцам, а частично из-за того, что подозревало связь общества с христианскими организациями.
В некоторых странах красный крест, несмотря на религиозную нейтральность, воспринимался как символ христианства, к которому японцы в то время относились весьма негативно.
Однако Сано и Огю обратились непосредственно к императорской семье, и те дали разрешение и на создание общества, поскольку идея помощи бывшим врагам казалась на тот момент привлекательной, и на использование эмблемы красного креста, поскольку её предполагаемые связи с христианством были несущественными в свете стремления Японии как можно скорее войти в сообщество европейских «цивилизованных государств», использовавших именно крест.
В 1886 году Япония подписала Первую Женевскую конвенцию об улучшении положения военнопленных, принятие которой было инициировано Международным Красным Крестом.
В следующем году «Благотворительное общество» стало ядром японского подразделения Красного Креста.
Первой сферой приложения сил для новой организации стала ликвидация последствий извержения вулкана Бандай летом 1888 года.
Японский Красный Крест получал финансовую поддержку от императорской семьи и государства, и благодаря этому быстро развивался, не испытывая недостатка в самых современных на тот момент инструментах и лекарствах.
Он сформировал в Японии основы сестринского дела, а это было непросто, поскольку европейская профессия медсестры была для японцев совершенно новой и культурно проблематичной. Из-за представлений о том, что «женская работа» должна совершаться исключительно внутри дома и быть направлена только на членов семьи, в Японии не было ни традиции создания женских обществ милосердия (как религиозных, так и секулярных), ни вообще представления о том, что женщина может ухаживать за людьми вне семьи, особенно за мужчинами.
Тем не менее, эти представления удалось переломить, и в 1890-м году в токийском госпитале Красного Креста началось обучение медсестёр, а к началу 1900-х годов японский Красный Крест имел около 900 000 членов, будучи самым большим обществом Красного Креста в мире.

### Красный крест как орудие милитаризма
Из-за государственных субсидий и тесных связей с императорской семьёй японский Красный Крест очень быстро превратился из частного добровольческого общества в иерархическую организацию, обслуживавшую интересы государства, и уже во время первой японо-китайской войны попал под влияние армейских чинов. На работников Красного Креста, в том числе и на медсестёр, распространились все армейские требования к форме одежды и дисциплине, и в отличие от европейских добровольцев, японские получали от армии зарплату. Тем не менее, поначалу японский Красный Крест действовал совершенно в духе идеалов гуманности, пусть и санкционированной государством, и действительно оказывал помощь и своим, и чужим. В частности, в период русско-японской войны японцы очень хорошо обращались с русскими военнопленными: из 60 000 пленных умерло всего 18 офицеров и 595 солдат; офицерам даже предоставлялась прислуга и позволялись поездки на горячие источники.
Впечатление о благородстве японцев укрепилось ещё более, когда в 1906 году, несмотря на послевоенные трудности, японский Красный Крест послал 110 000 долларов в качестве гуманитарной помощи жертвам землетрясения в Сан-Франциско.

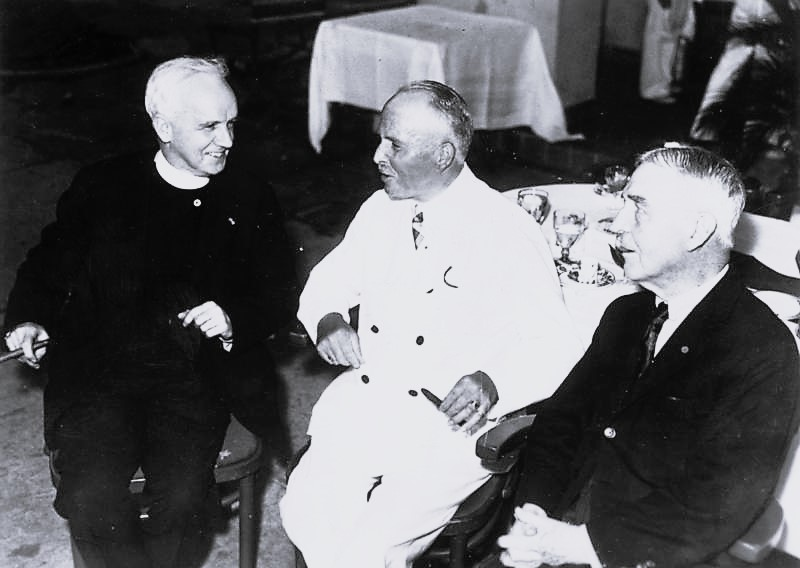
Встреча руководителей Красного Креста в Гонолулу, перед проведением Международного конгресса Красного Креста в Токио. Делегат Джорджтаунского университета, президент Немецкого Красного Креста Карл Эдуард, герцог Саксен-Кобург-Готский, глава американского Красного Креста Джон Бартон Пэйн, 1934

В 1910-х годах японский Красный Крест продолжал развиваться, число работников в нём возрастало — на 1916 год в нём состояло 1 800 000 человек (для сравнения, в России 1916—1917 годов число добровольцев РОКК составляло примерно 89 000 человек). В Первой мировой войне отряды японского Красного Креста были отправлены в Россию, Францию и Великобританию.
Но с началом правления императора Хирохито гуманитарную организацию стал всё больше захватывать государственный милитаризм. В 1934 году в Японии состоялась международная конференция, на которую приехали более 250 представителей обществ Красного Креста из 57 стран. На этой конференции был принят документ о разрешении членам иностранных Красных Крестов помогать иностранным же гражданским лицам, находящимся в районах военных действий, однако японский Красный Крест блокировал попытки распространить эту помощь на граждан воюющих государств, и в целом иностранные делегаты отзывались об этой конференции как «о каком-то притворстве».
Ко времени второй японо-китайской войны Красный Крест в Японии окончательно отказался от идей гуманности в пользу помощи и заботы исключительно о своих солдатах, а японские солдаты стали рассматривать вражеский медперсонал как комбатантов и уничтожать их. Эта тенденция продолжилась и во время Второй мировой войны: японский Красный Крест стал ультрапатриотическим придатком армии, в котором гуманность к врагам не поощрялась, а идеи добровольности не существовало в принципе, поскольку персонал туда набирался по призыву.
После войны американские оккупационные силы были вынуждены перестраивать всю организацию, снова вводя туда добровольческие принципы.

### Деятельность после второй мировой войны

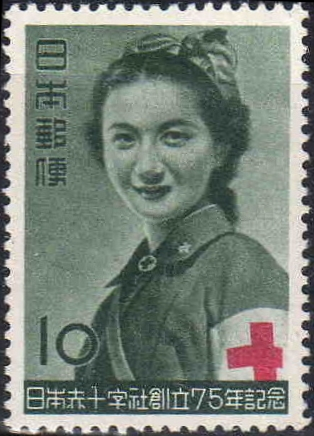
Почтовая марка 1952 года, выпущенная в честь 75-летия Красного Креста. Изображает медсестру в военной форме

Несмотря на новый политический режим послевоенной демократической Японии, плотное сотрудничество Красного Креста с правительством продолжилось, в том числе и по весьма спорным вопросам, одним из которых стала репатриация корейцев. В послевоенной Японии проживали тысячи корейцев из колонизированной японцами Кореи, которые приехали добровольно или были принудительно привезены на различные работы. В 1952 году правительство лишило этих корейцев японского гражданства и как следствие — права на государственное соцобеспечение. Корея же за это время успела разделиться надвое, так что вставал вопрос, каким именно гражданством обладают японские корейцы. В это время КНДР начала активно добиваться того, чтобы японские корейцы принимали именно северокорейское (а не южнокорейское) гражданство. Японское правительство увидело в этом хорошую возможность депортировать корейцев, которые воспринимались как представители «низшей расы», «преступники» и «коммунисты». При этом оно сочло нужным прикрыть свои действия и привлекло для депортации японский Красный Крест. Содействие гуманитарной организации придавало переезду корейцев оттенок благородного дела по возвращению домой тысяч людей. В качестве иностранных наблюдателей и контролёров были привлечены члены Международного Красного Креста. Японский Красный Крест намеренно предоставил иностранцам ложную информацию о положении корейцев в Японии, утверждая, что их никто не дискриминирует, и они, переезжая в Северную Корею, совершают абсолютно свободный выбор. Самим корейцам жизнь в КНДР расписывалась как сияющее социалистическое будущее, несмотря на то, что японское правительство и Красный Крест имели сведения о крайне суровых условиях жизни в Северной Корее вследствие послевоенной разрухи. Благодаря лжи Красного Креста удалось «вернуть на родину» около 90 000 корейцев, причём возвращаемые нередко происходили из южной части Кореи и, прожив большую часть жизни в Японии, с трудом объяснялись по-корейски. Покинуть впоследствии новую родину возвращённые корейцы не смогли, поскольку в КНДР ограничено свободное передвижение граждан, в том числе выезд из страны.

## Настоящее время

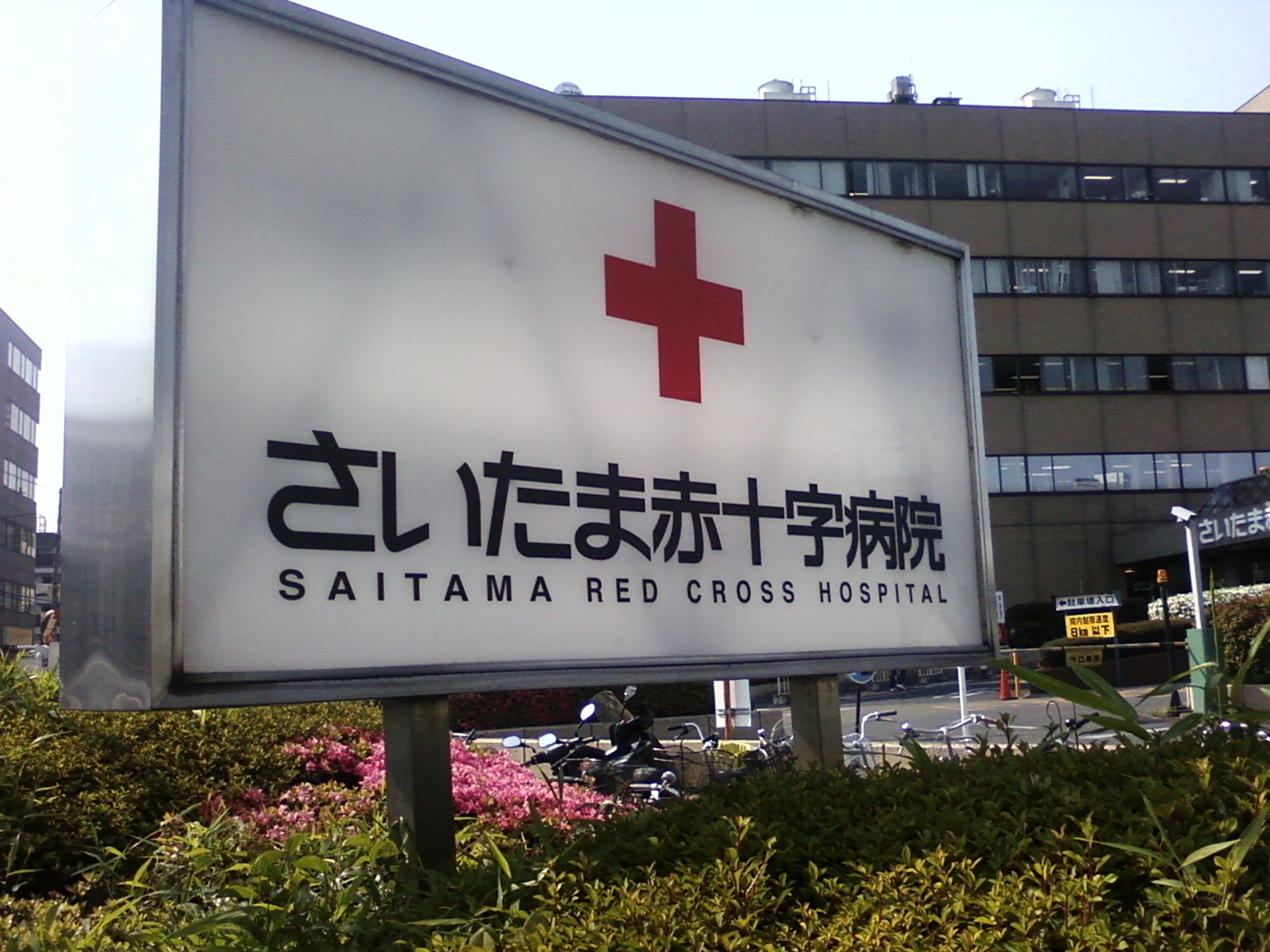
Большой знак перед больницей Красного Креста в городе Сайтама, 2009 год

В текущем виде японский Красный Крест был учреждён Указом о Красном Кресте (яп. 日本赤十字社法) 1952 года и юридически является так называемой «особой организацией» (яп. 特殊法人 токусю хо:дзин). Членом организации может стать любой, кто будет платить ежегодные взносы. Высшим управляющим органом в Красном Кресте является совет представителей из 223 человек, которые избираются из членов организации сроком на 3 года. Совет представителей, собираясь 2 раза в год, избирает президента, двух вице-президентов, 61 директора и трёх ревизоров (всех сроком на 3 года), может менять устав общества, а также занимается планированием бюджета и деятельности подразделений. Из директоров формируется постоянный совет директоров числом не более 12, который собирается раз в месяц и которому совет представителей может передавать свои функции. Из-за связей с императорской семьёй в японском Красном Кресте существует пост почётного президента, который традиционно занимает императрица, и почётных вице-президентов, которыми становятся принцы и принцессы.
Штаб-квартира японского Красного Креста находится в Токио и имеет подразделения во всех 47 префектурах. По состоянию на 2014 год японский Красный Крест управлял 104 больницами, 26 центрами обучения медсестёр, 234 центрами сдачи крови и 29 центрами социального попечения, в которых работало и получало зарплату 65 000 человек, не считая волонтёров.